# Armadillo insularis
Armadillo insularis är en kräftdjursart som beskrevs av Arcangeli 1933. Armadillo insularis ingår i släktet Armadillo och familjen Armadillidae. Inga underarter finns listade i Catalogue of Life.